# Villaturiel
Villaturiel est une commune d'Espagne dans la province de León, communauté autonome de Castille-et-León. Elle s'étend sur 57,06 km2 et comptait environ 1 838 habitants en 2024.La municipalité est composée des villages suivants : Villaturiel , Alcalá de Henares , Castrillo de la Ribera , Mancilleros , Marialba de la Ribera , Marne , Puente Villarente de Villaturiel , Roderos , San Justo de las Regueras , Santa Olaja de la Ribera , Toldanos , Valdesogo de Abajo , Valdesogo de Arriba et Villarroañe .

## Localisation et climat
Villaturiel est situé à environ 14 km au sud-sud-est de León entre le Río Bernesga et le Río Esla au nord-ouest de la meseta ibérique à une altitude d'environ 795 m . Le climat est rude en hiver, mais sec et chaud en été ; les pluies rares (environ 559 mm/an) tombent principalement pendant les mois d'hiver.

## Évolution démographique
| Année      | 1970 | 1981 | 1991 | 2001 | 2011 | 2021 | 2024    |
| Population | 2222 | 1891 | 1770 | 1799 | 1920 | 1865 | 1 838 . |

## Sites touristiques
- Église Sainte-Marie de Villaturiel
- Église Saint-Julien d'Alija de la Ribera
- Chapelle Saint-Pierre d'Alcántara

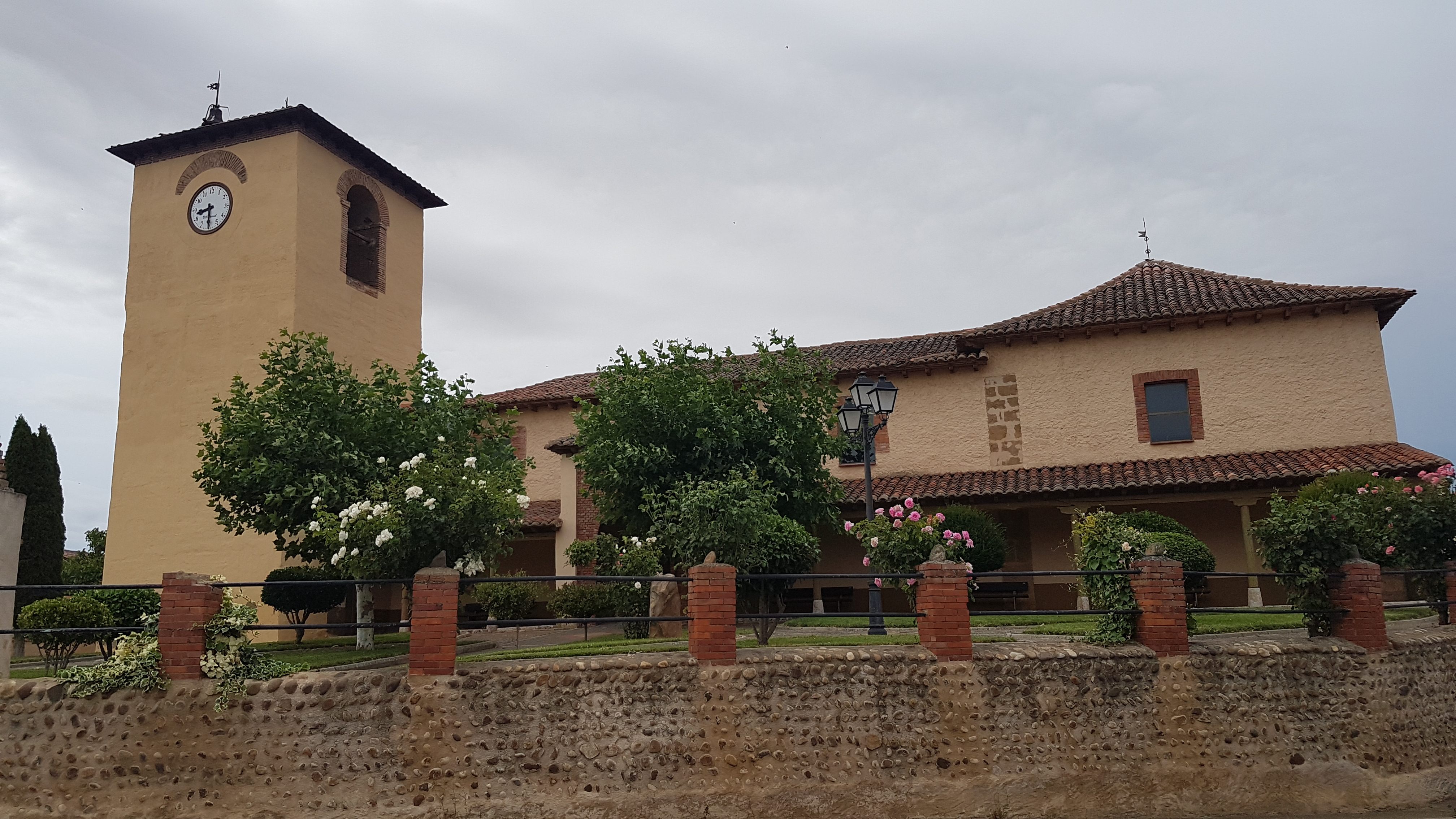
Église Sainte-Marie de Villaturiel.
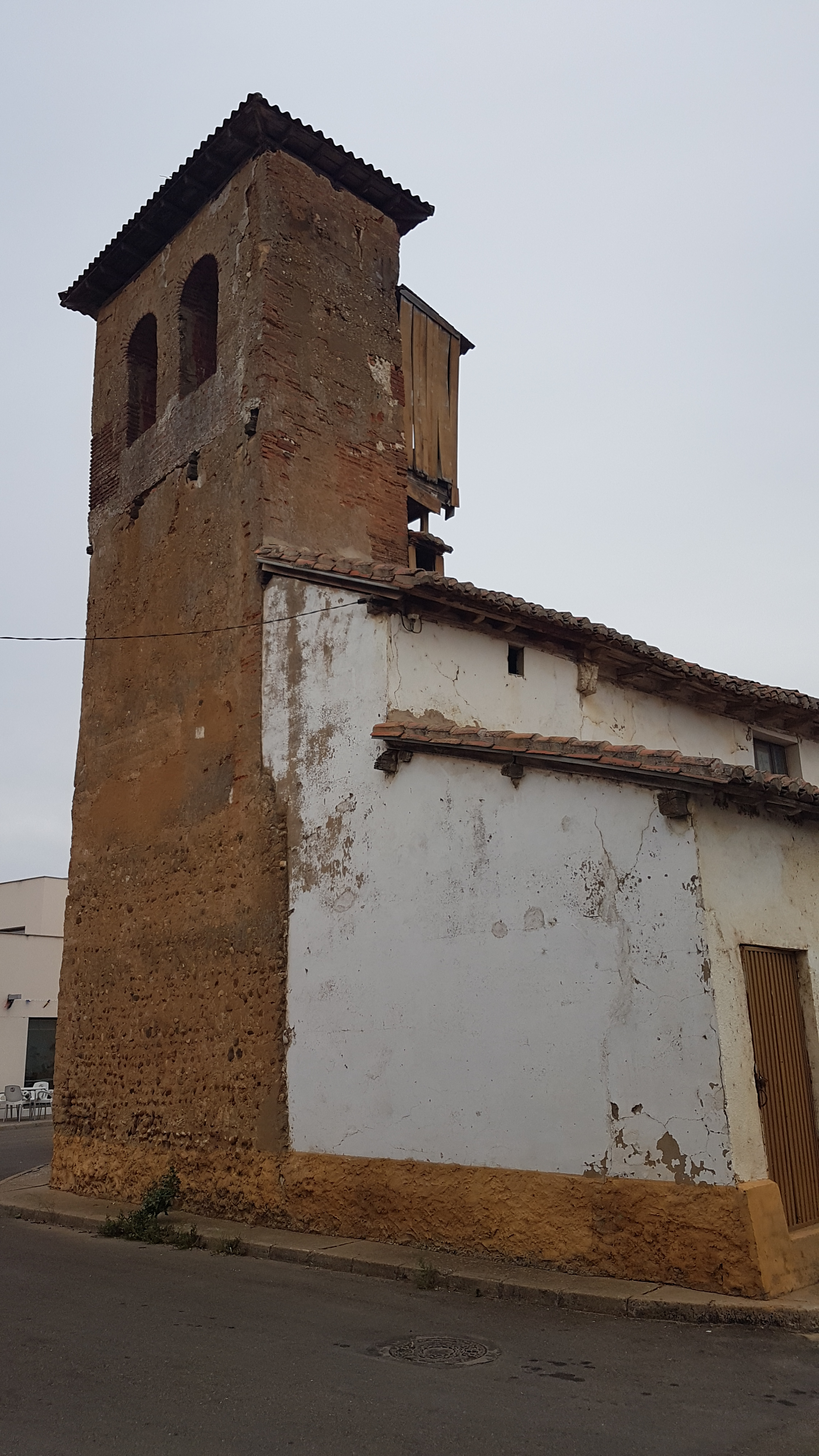
Église Saint-Julien d'Alija de la Ribera.
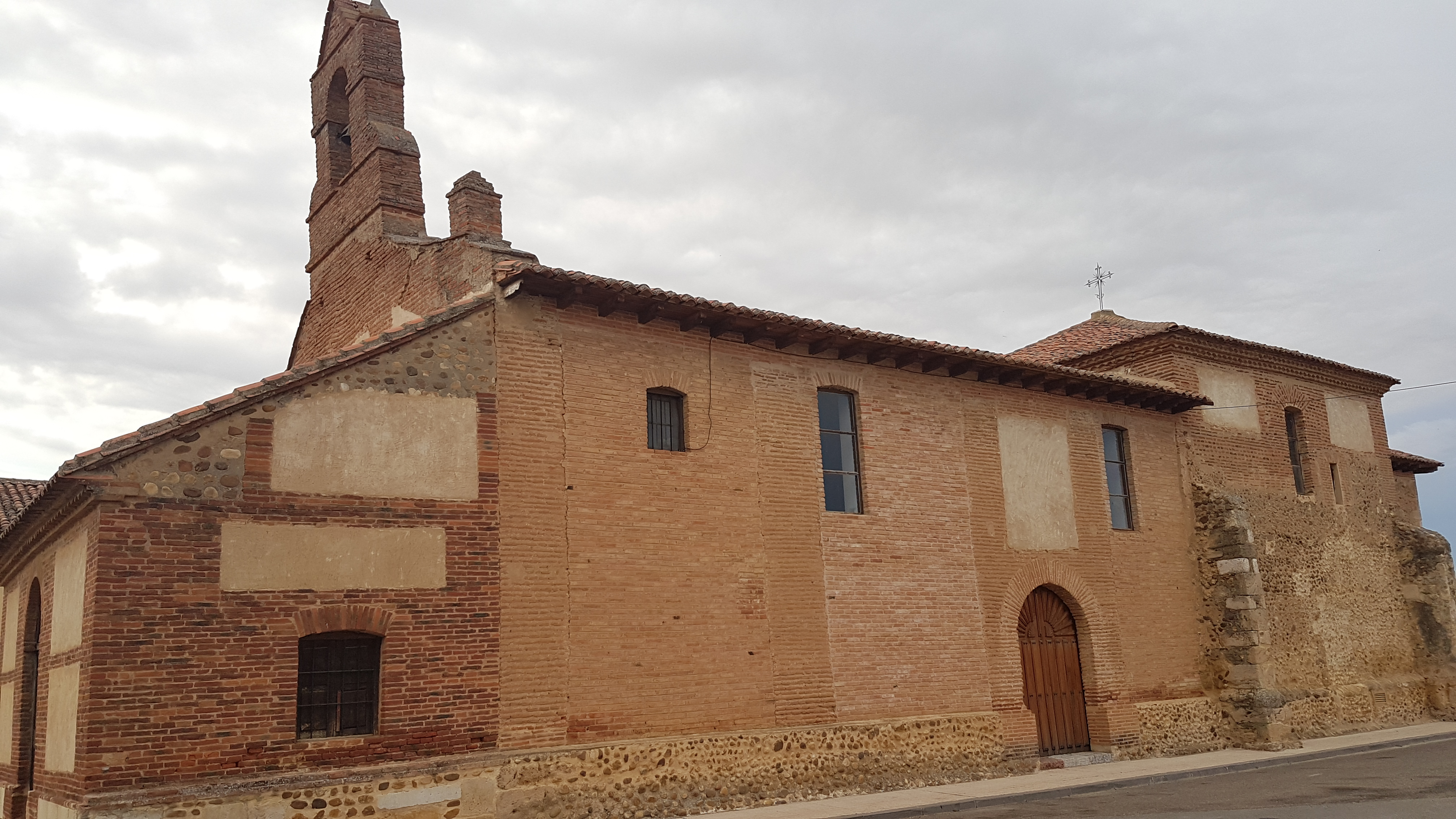
Chapelle Saint-Pierre d'Alcántara.